# Elzunia humboldt
Espèce
Elzunia humboldt est un insecte lépidoptère  de la famille des Nymphalidae, de la sous-famille des Danainae et du genre Elzunia.

## Dénomination
Elzunia humboldt a été décrit par Pierre-André Latreille en 1809 sous le nom initial de Heliconius humboldt.

### Sous-espèces
- Elzunia humboldt humboldt; présent en Colombie
- Elzunia humboldt albomaculata (Haensch, 1903); présent en Équateur
- Elzunia humboldt atahualpa Fox, 1956; présent au Pérou[2].
- Elzunia humboldt bonplandii (Guérin-Méneville, [1844]); présent en Colombie
- Elzunia humboldt cassandrina Srnka, 1884; présent en Équateur
- Elzunia humboldt joiceyi (Kaye, 1918); présent en Colombie
- Elzunia humboldt judsoni Fox, 1956
- Elzunia humboldt regalis (Stichel, 1903); présent en Colombie
- Elzunia humboldt  ssp; présent en Colombie
- Elzunia humboldt ssp; présent en Équateur[1].

## Description
Elzunia humboldt est un papillon d'une envergure de 84 mm à 95 mm aux ailes antérieures bien plus longues que les ailes postérieures et à bord interne concave,. 
Les ailes sont de couleur grise avec une ligne submarginale de taches blanches. 
Sur le revers est avec la même ligne submarginale de taches blanches la base des ailes antérieures est bleu gris clair et aux ailes postérieures à la large base bleu gris clair s'ajoute une flaque orange cuivré entre elle et la ligne submarginale de taches blanches.
Le mâle et la femelle sont identiques.

## Biologie
Elzunia humboldt est abondant en janvier-février et en septembre-octobre.

## Écologie et distribution
Elzunia humboldt est présent en Colombie, en Équateur et au Pérou,.

### Protection
Pas de statut de protection particulier.